# Pierre Chambon
Pierre Chambon (* 7. Februar 1931 in Mülhausen, Elsass) ist ein französischer Genetiker.
Chambon studierte Medizin an der Universität Straßburg, wo er 1958 promoviert wurde. Er war der langjährige Direktor (und Gründer) des Institut de Génétique et de Biologie Moléculaire et Cellulaire (IGBMC) der Universität Straßburg in Illkirch-Graffenstaden und ist mit Jean-Pierre Ebel Gründer der École supérieure de biotechnologie de Strasbourg (ESBS). Er ist Mitglied der Académie des sciences und lehrt heute am Collège de France in Paris. Er ist Direktor des Institut clinique de la souris (ICS).
Seine Untersuchungen von Proteinen, die an der Übersetzung genetischer Informationen durch zelluläre Botenstoffe beteiligt sind, gelten als bedeutend für die Zell- und Tumorbiologie. Er war ab den 1970er Jahren einer der Pioniere in der Anwendung moderner gentechnischer Verfahren in der Erforschung der Genregulation bei Eukaryoten-Zellen. Er identifizierte RNA-Polymerase II (B), verschiedene Transkriptions-Kontrollelemente und klonierte und untersuchte die Funktion von Kernrezeptoren für Hormone. Mit Ronald M. Evans entdeckte er den Rezeptor für Retinsäuren in der Zelle mit Anwendungen in der Tumorforschung und Entwicklungsbiologie.

## Auszeichnungen, Ehrungen, Mitgliedschaften
- 1976: Prix Rosen (Fondation pour la Recherche Medicale)
- 1979: Médaille d’or du CNRS
- 1981: Louis and Bert Freeman Foundation Prize for Research (New York Academy of Science)
- 1982: Richard Lounsbery Prize (National Academy of Sciences und Academie des Sciences)
- 1985: Ehrendoktor der Universität Lüttich
- 1986: Charles Oberling Prize
- 1987: Prix Henry et Mary Jane Mitjavile (Academie Nationale de Medicine)
- 1987: Harvey Prize of Science and Technology (TECHNION)
- 1987: Prix Léopold Griffuel (Association pour la Recherche sur le Cancer)
- 1988: König-Faisal-Preis (International Prize in Science)
- 1990: Hans Krebs-Medaille (Federation of European Biochemical Societies)
- 1990: Prix Roussel
- 1991: Prix Louis-Jeantet der Louis-Jeantet-Stiftung
- 1993: Offizier der Palmes Academique
- 1996: Grand Prix der French Foundation for Medical Research
- 1998: Welch Award in Chemistry
- 1999: Louisa-Gross-Horwitz-Preis (Columbia University)
- 1999: Ehrendoktor der Sapporo Medical University
- 1999: Preis der Association Francaise pour la Recherche Therapeutique (AFRT)
- 2000: Kommandeur der Ehrenlegion
- 2000: Einladung zur Horowitz Prize Lecture (Columbia University)
- 2003: Alfred P. Sloan, Jr. Prize
- 2003: Preis des March of Dimes Prize in Developmental Biology
- 2004: Albert Lasker Award for Basic Medical Research
- 2004: Ehrenpreis des INSERM
- 2004: Endocrine Regulation Prize
- 2010: Canada Gairdner International Award
- 2011: Grand officier (Großkomtur) des Ordre national du Mérite
- 2011: Fred Conrad Koch Award
- 2018: Louisa-Gross-Horwitz-Preis (zweite Auszeichnung nach 1999)

Pierre Chambon ist Mitglied (Fellow) folgender wissenschaftlicher Vereinigungen und Organisationen: New York Academy of Sciences (Fellow ab 1996), American Association for the Advancement of Science (Fellow ab 1995), Chinese Society of Genetics, Academia Europaea, Royal Swedish Academy of Sciences, Academie Royale de Medicine of Belgium, American Academy of Arts and Sciences (USA), Académie des sciences (Paris), Academie Royale des Sciences of Liege, European Molecular Biology Organization, National Academy of Sciences (USA), Eurolife Network, International Centre for Genetic Engineering and Biotechnology, Strasbourg School of Biotechnology.
Er war Herausgeber von Genes and Development, Cell, Current Opinion in Endocrinology, The Breast, International Journal of Cancer, Biochimie, Molecular Medicine, Biological Chemistry, Developmental Biology, Journal of Clinical Investigation, FASEB Journal, Molecular Cell, Genome Biology, IUBMB Life.
1991 wurde er Senior-Mitglied des Institut Universitaire de France.